# Federale Lugano
La Federale Lugano fu una società di pallacanestro maschile della città di Lugano, nel Canton Ticino.
Vinse tre titoli nazionali (1974/1975, 1975/1976, 1976/1977) e 3 Coppe Svizzera (1957/1958, 1973/1974 e 1974/1975).
Per tre stagioni, dal 1978 al 1980, ebbe come Sponsor la SA Luciano Franzosini di Chiasso.
Nel 1981 la società si fuse con la Viganello Basket (successivamente anche con la Molino Nuovo), dando vita alla FV Lugano (oggi Lugano Basket Tigers).

## Palmarès
- Campionato svizzero: 3

1975, 1976, 1977
- Coppa di Svizzera: 3

1958, 1974, 1975

## Cestisti
- Sergio Dell'Acqua 1953-1977
- Manuel Raga 1974-1979
- Fessor Leonard 1977-1978